# Antoni Biegus
Antoni Biegus (ur. 19 grudnia 1947) – pracownik naukowy Katedry Konstrukcji Metalowych Politechniki Wrocławskiej. Jest z nią związany jest od 1971 roku, kiedy to ukończył studia budowlane i uzyskał tytuł magistra inżyniera budownictwa lądowego. 
W 1976 obronił pracę doktorską w Instytucie Budownictwa Politechniki Wrocławskiej i uzyskał stopień doktora nauk technicznych. W roku 1984 na podstawie rozprawy habilitacyjnej pt. „Nośność graniczna ściskanych blach fałdowych” i zdanego kolokwium przed Radą Wydziału Budownictwa Lądowego i Wodnego Politechniki Wrocławskiej, uzyskał stopień doktora habilitowanego nauk technicznych. Decyzją z 22 października 1998 roku, dr hab. inż. Antoni Biegus otrzymał z rąk prezydenta RP tytuł profesora nauk technicznych. Jest odznaczony Medalem Komisji Edukacji Narodowej, Złotym Krzyżem Zasługi i Złotą Odznaką Politechniki Wrocławskiej.
Autor wielu książek, które do dziś stanowią podstawową lekturę każdego nowego konstruktora, m.in. Nośność graniczna stalowych konstrukcji prętowych, Połączenia śrubowe, Stalowe budynki halowe oraz Podstawy probabilistycznej analizy bezpieczeństwa konstrukcji.